# Hesperoperla hoguei
Hesperoperla hoguei és una espècie d'insecte plecòpter pertanyent a la família dels pèrlids que es troba a Nord-amèrica: Califòrnia.

## Descripció
- El mascle adult té un cos que li fa entre 16 i 18 mm de llargada, les ales anteriors entre 18-20, té la part superior del cap principalment de color groc, les potes marró, les ales de color marró clar amb la nervadura marró i l'abdomen groc amb franges estretes laterals de color marró.
- La femella adulta fa 24-26 mm de llargària, les ales anteriors entre 26 i 28, i té una coloració semblant a la del mascle.
- La nimfa és, en general, de color marró fosc amb taques grogues i el cap principalment fosc.[3]